# Tammany Hall
Tammany Hall és el nom que rep una maquinària política (en anglès: "political machine") del Partit Demòcrata dels Estats Units, que jugà un important paper en el control de la política de la ciutat de Nova York, i en l'ajuda perquè els immigrants, principalment irlandesos, participessin en la política estatunidenca des de la dècada de 1790 fins a la de 1960, actuant com en el que actualment es coneix com una xarxa de tràfic d'influències o xarxa de clientelisme polític.
Normalment va controlar les nominacions pel Partit Demòcrata a Manhattan des del triomf de Fernando Wood el 1854, fins a la de Fiorello LaGuardia (nominalment del Partit Republicà) el 1934, a partir d'aquest moment es va afeblir fins a desaparèixer.

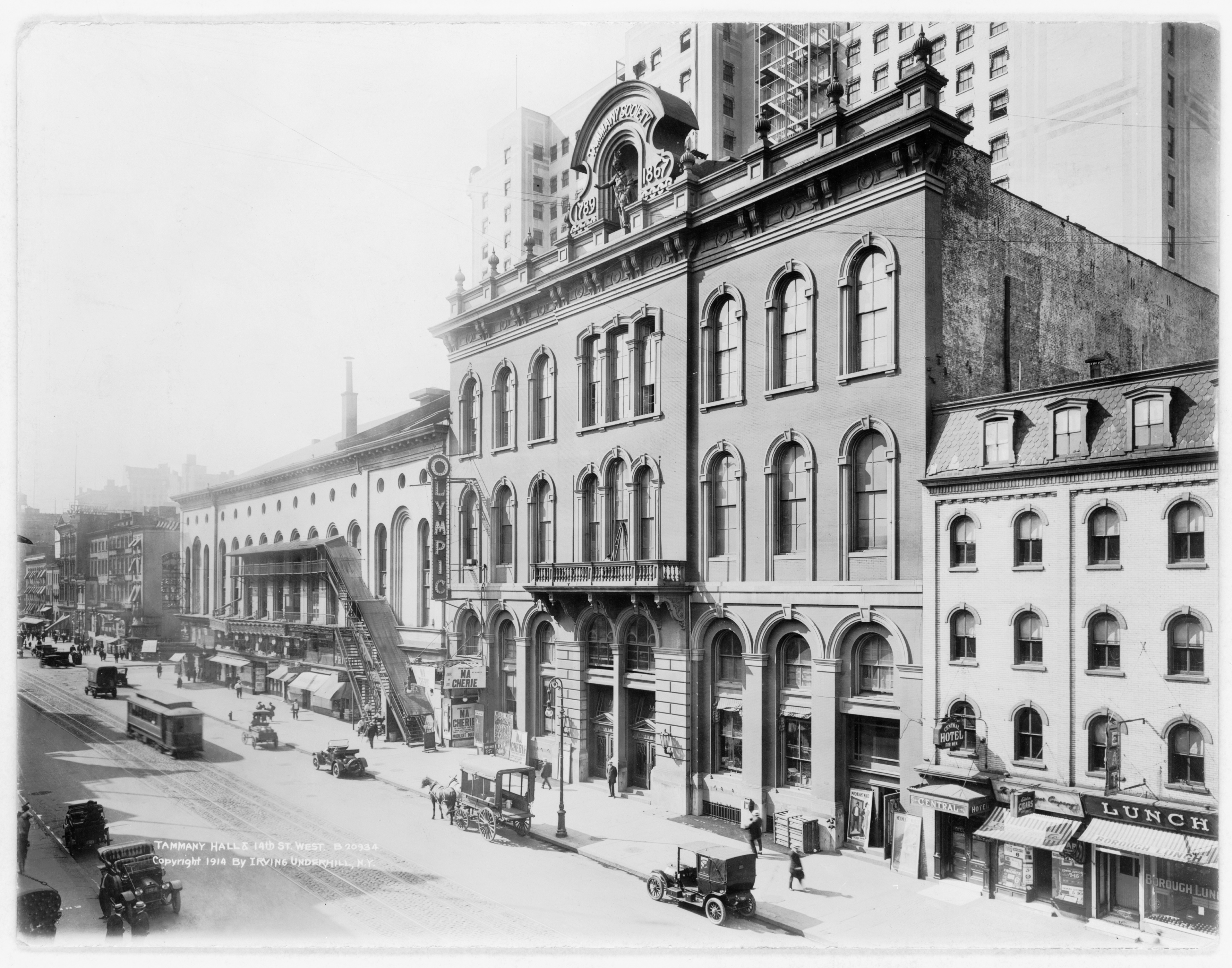
Tammany Hall en East 14th Street, NYC, entre la Tercera Avinguda i Irving Place.

## Història

### 1789–1850
La Tammany Society, també coneguda com a Society of St. Tammany, els Sons of St. Tammany, o la Columbian Order, va ser fundada nel 12 de maig de 1789. El nom de "Tammany" té el seu origen en Tamanend, un dirigent amerindi de la tribu lenape.
Cap a 1798 les activitats de la Societat havien crescut i s'havien polititzat i la màquina política de Tammany (distinta de la Societat), dirigida per Aaron Burr, que mai va ser membre de la Societat, emergçi com el centre per a les polítiques del Partit Demòcrata-Republicà dels Estats Units en la ciutat. Burr es va valdre de la Societat pr a ser elegit Vicepresident en les eleccions a la presidència dels Estats Units de 1800.
A partir de 1829, Tammany Hall passà a ser la filial a Nova York del Partit Demòcrata dels Estats Units.

#### Suport als immigrants
La base electoral de Tammany Hall descansava en la immigració. A l'Amèrica anerior al New Deal els serveis extralegals que oferien Tammany i altres organitzacions polítiques van servir com un sistema rudimentari de previsió social a una base d'immigrants que vivien en extrema pobresa i que rebien poca assistència governamental. Tammany els proporcionava auxilis bàsics: aliments, carbó, concedía prèstecs i els proporcionava un treball.

#### Irlandesos
Els irlandesos aviat controlaren Tammany A partir de 1872, Tammany passà a tenir un cap (“boss”) irlandès.
El 1854, la Societata eligí el seu primer alcalde de Nova York. Els caps (bosses) de Tammany s'enriquiren per medis il·legals 
El 1892 un ministre protestant Charles Henry Parkhurst, denuncià durament el Hall, cosa que va suposar l'elecció d'un alcalde reformista el 1894.
El 1932, Tammany va quedar afectat quan el reformista demòcrata Franklin D. Roosevelt va ser elegit President dels Estats Units. Roosevelt retirà a Tammany el patronatge federal, i el va passar a Ed Flynn, cap del Bronx. Roosevelt donà suport a que el republicà Fiorello La Guardia fos elegit alcalde en una candidatura de coalició, cosa que encara va disminuir més el control de Tammany. La Guardia va ser el primer alcalde anti-Tammany que va ser reelegit i afeblí molt Tammany.
Eleanor Roosevelt organitzà un Comitè de Votants Democràtics de Nova York, com grup per a combatre Tammany. El darrer edifici utilitzat com Tammany Hall, hostatja actualment l'Acadèmia de cinematografiaa de Nova York.

## Líders polítics
| Data      | Nom                                                     |
| --------- | ------------------------------------------------------- |
| 1789-1797 | William Mooney                                          |
| 1797–1804 | Aaron Burr                                              |
| 1804–1814 | Teunis Wortmann                                         |
| 1814–1817 | George Buckmaster                                       |
| 1817–1822 | Jacob Barker                                            |
| 1822–1827 | Stephen Allen                                           |
| 1827–1828 | Mordecai M. Noah                                        |
| 1828–1835 | Walter Bowne                                            |
| 1835–1842 | Isaac Varian                                            |
| 1842–1848 | Robert Morris                                           |
| 1848–1850 | Isaac V. Fowler                                         |
| 1850–1856 | Fernando Wood                                           |
| 1857–1858 | Isaac V. Fowler                                         |
| 1858      | Fernando Wood                                           |
| 1858–1859 | William M. Tweed i Isaac V. Fowler                      |
| 1859–1867 | William M. Tweed i Richard B. Connolly                  |
| 1867–1871 | William M. Tweed                                        |
| 1872      | John Kelly i John Morrissey                             |
| 1872–1886 | John Kelly                                              |
| 1886–1902 | Richard Croker                                          |
| 1902      | Lewis Nixon                                             |
| 1902      | Charles F. Murphy, Daniel F. McMahon, y Louis F. Haffen |
| 1902–1924 | Charles F. Murphy                                       |
| 1924–1929 | George W. Olvany                                        |
| 1929–1934 | John F. Curry                                           |
| 1934–1937 | James J. Dooling                                        |
| 1937–1942 | Christopher D. Sullivan                                 |
| 1942      | Charles H. Hussey                                       |
| 1942–1944 | Michael J. Kennedy                                      |
| 1944–1947 | Edward V. Loughlin                                      |
| 1947–1948 |                                                         |
| 1948–1949 | Hugo E. Rogers                                          |
| 1949–1961 | Carmine G. DeSapio                                      |